# Искатель приключений (фильм, 1983)
«Искатель приключений» (эст. Nipernaadi) — советский художественный фильм 1983 года, снятый режиссёром Кальё Кийском на киностудии «Таллинфильм».
Фильм посмотрело 300 тыс. зрителей за первый год демонстрации.

## Сюжет
По мотивам романа Аугуста Гайлита «Тоомас Нипернаади». Тоомас Нипернаади — писатель, который каждую весну покидает семью для долгих странствий. Во время своих путешествий он встречает множество людей, преимущественно женщин, и рассказывает им истории. Тоомас обещает женщинам жениться и начать новую жизнь, предлагая различные привилегии и богатства. Многие из них верят в его обещания. Осенью его жена приезжает за ним, поскольку зимой Тоомас обычно возвращается домой для написания романов. Так продолжается из года в год.

## В ролях
| Актёр          | Роль              |
| -------------- | ----------------- |
| Тыну Карк      | Тоомас Нипернаади |
| Вийре Вальдма  | Милла             |
| Паул Поом      | Пеэтрус           |
| Эгон Нутер     | Паулус            |
| Маргус Оопкауп | Йонотан           |
| Катрин Кохв    | Элло              |
| Айре Йохансон  | Тралла            |
| Вильма Луйк    | Кати              |
| Ильмар Таммур  | Яаак Лыоке        |
| Айн Лутсепп    | Яан Лыоке         |
| Оскар Лийганд  | слуга             |
| Рита Рааве     | Марет             |
| Кайе Михкелсон | Инрийд            |
| Яан Реккор     | Яанус Роог        |
| Юри Ярвет      | Сиймон Ваа        |

## Съёмочная группа
- Сценарист: Юхан Вийдинг
- Режиссёр-постановщик: Кальё Кийск
- Оператор-постановщик: Юри Силларт
- Художник-постановщик: Тыну Вырве[эст.]
- Композиторы: Раймо Кангро, Андрес Валконен[эст.]
- Звукооператор: Роман Сабсай
- Режиссёры: Вырве Лунт, Маргит Оясоон
- Директор картины: Антс Томбанд
- Камерный оркестр государственного академического театра «Эстония» (дирижёр Эри Клас)
- Музыка и исполнение песни: Анне Маазик[эст.]

## История создания
Фильм создавался на киностудии «Таллинфильм» в 1983 году режиссёром Кальё Кийском на основе романа «Тоомас Нипернаади», написанного писателем Аугустом Гайлитом в 1928 году. В съёмках фильма принимали участие актёры Вильма Луйк, Яан Реккор и Вийре Вальдма, тогда выпускники Таллинской консерватории. Режиссёр фильма Кальё Кийск сказал: «В фильме нет отрицательных героев. Ибо я уверен — нравственные проблемы надо решать на положительных примерах, помня, конечно, что жизнь не может быть сплошным триумфальным шествием, постоянным восхождением: в ней есть и радость, и грусть, и смех, и слёзы». Съёмочный процесс фильма завершился в июне 1983 года.

## Критика
Кинокритик Нея Зоркая в своей статье, посвящённой фильмам-притчам на страницах газеты «Советская культура» назвала фильм Кальё Кийска «хорошим в качестве некоего финала или, лучше своего рода, „постскриптума“ к фильмам Пуйпы („Женщина и четверо её мужчин“) и Ильинского („Затерянные в песках“)». Она написала: «Картина оригинальна, необычна по сюжету, полна чисто национального юмора, игры ума, гротеска».
Журналистка Марина Очаковская утверждала, что после фильмов «Безумие» и «Нипернаади» Кальё Кийск стал восприниматься как «серьёзный режиссёр-философ»: «Снятые в промежутке „Лесные фиалки“ и „Цену смерти спроси у мёртвых“ убедительно доказывали, что в профессии для него загадок нет».

## Награды
В 1984 году композиторы Раймо Кангро и Андрес Валконен были награждены дипломом жюри за музыку к фильму «Искатель приключений» на XVII Всесоюзном кинофестивале в Киеве.